# Guillaume Guiart
Guillaume Guiart of Guiard († na. 1316) was een Franse soldaat, kroniekschrijver en dichter. 

## Leven
Guiart werd waarschijnlijk geboren in Orléans. Hij diende in het Franse leger in Vlaanderen en nam in 1304 deel aan de Slag bij Pevelenberg. Uitgeschakeld door een ernstige verwonding, begon hij te schrijven. Hij woonde in Arras en vervolgens in Parijs, waar hij toegang had tot de abdijbibliotheek van Saint-Denis, inclusief de Grandes chroniques de France. Nadien is hij gedocumenteerd als minestrel de bouche (zanger-minstreel).

## Werk
Het gedicht Branche des royaux lignages schreef Guiart in 1306-1307 in reactie op aantijgingen van een Vlaams dichtwerk tegen de Franse koning Filips IV. In meer dan 21.000 berijmde, achtlettergrepige verzen schetste hij de geschiedenis van de Franse koningen vanaf Lodewijk VIII. Als geschiedkundig document ligt de waarde van het werk in de periode na 1296, in het bijzonder de beeldende en vrij accurate beschrijving van de oorlog in Vlaanderen van 1301 tot 1304. Voor de Guldensporenslag verliet Guiart zich op een ooggetuige die meevocht in het Franse leger. Bij hem vinden we de eerste vermelding van een goedendag.

## Uitgaven
Het dichtwerk van Guiart is in de 19e eeuw twee keer gepubliceerd: 
- Jean-Alexandre Buchon, Branche des royaux lignages. Chronique métrique de Guillaume Guiart, 2 dln., 1828
- La Branche des royaus lingnages par Guillaume Guiart, in: Recueil des historiens des Gaules et de la France, vol. XXII, 1860, p. 171-300